# Championnats de France de pétanque 2009
Navigation
Édition précédente Édition suivante
Les championnats de France de pétanque 2009 est une édition des championnats de France de pétanque. 

## Présentation
Cette compétition constitue la 64e édition du triplette sénior masculin, la 40e édition du doublette sénior masculin, la 44e édition du tête à tête sénior masculin, la 7e édition du triplette sénior féminin, la 34e édition du doublette sénior féminin, la 17e édition du doublette sénior mixte, la 53e édition du triplette junior, la 41e édition du triplette cadet, la 26e édition du triplette minime et la 15e édition du triplette vétéran. Elle se déroule à Caen (Calvados) du 27 au 28 juin 2009 pour le triplette sénior masculin ; à Aurillac (Cantal) du 11 au 12 juillet 2009 pour le doublette sénior masculin, le tête à tête sénior masculin et du 13 au 14 juillet 2009 pour le doublette sénior mixte ; à Beaucaire (Gard) du 29 au 30 août 2009 pour le triplette sénior féminin ; à Lons-le-Saunier (Jura) du 13 au 14 juin 2009 pour le doublette sénior féminin ; à Nevers (Nièvre) du 22 au 23 août 2009 pour le triplette junior, cadet et minime ; et à Moulins (Allier) du 12 au 13 septembre 2009 pour le triplette vétéran.

## Résultats

### Triplette sénior masculin[1]
| Equipe                                               | Score | Equipe                                                 |
| ---------------------------------------------------- | ----- | ------------------------------------------------------ |
| Henri Lacroix, Philippe Quintais et Philippe Suchaud | 13-12 | Didier Chagneau, Patrick Rougy et Mathieu Charpentier  |
| Laurent Benezeth, Geoffray Biau et David Debard      | bat   | Stéphane Lebourgeois, Eric Grandin et Pascal Verbregue |

| Equipe                                               | Score | Equipe                                          |
| ---------------------------------------------------- | ----- | ----------------------------------------------- |
| Henri Lacroix, Philippe Quintais et Philippe Suchaud | 13-11 | Laurent Benezeth, Geoffray Biau et David Debard |

### Doublette sénior masculin[2]
| Equipe                              | Score | Equipe                             |
| ----------------------------------- | ----- | ---------------------------------- |
| Michel Reygaza et Joseph Molinas    | 13-7  | Jean-Marc Foyot et Zvonko Radnic   |
| Charles Messina et Didier Cailloce  | 13-10 | Stéphane Dath et Charly Kebatti    |
| André Gross et Kévin Malbec         | 13-12 | Philippe Woelffele et Joël Chollot |
| Jean-François Hemon et André Lozano | 13-12 | Bruno Rocher et Stéphane Robineau  |

| Equipe                             | Score | Equipe                              |
| ---------------------------------- | ----- | ----------------------------------- |
| Charles Messina et Didier Cailloce | 13-4  | Michel Reygaza et Joseph Molinas    |
| André Gross et Kévin Malbec        | 13-9  | Jean-François Hemon et André Lozano |

| Equipe                      | Score | Equipe                             |
| --------------------------- | ----- | ---------------------------------- |
| André Gross et Kévin Malbec | 13-3  | Charles Messina et Didier Cailloce |

### Tête à tête sénior masculin[3]
| Equipe         | Score | Equipe        |
| -------------- | ----- | ------------- |
| Cyril Georget  | 13-8  | Michel Lefler |
| Jérémy Darodes | 13-4  | Didier Sarro  |

| Equipe        | Score | Equipe         |
| ------------- | ----- | -------------- |
| Cyril Georget | 13-7  | Jérémy Darodes |

### Triplette sénior féminin[4]
| Equipe                                            | Score | Equipe                                        |
| ------------------------------------------------- | ----- | --------------------------------------------- |
| Nancy Cailotto, Fabienne Chapus et Muriel Scuderi | 13-10 | Monique Brun, Nelly Douce et Fabienne Fassino |

### Doublette sénior féminin[5]
| Equipe                                          | Score | Equipe                                |
| ----------------------------------------------- | ----- | ------------------------------------- |
| Marie-Christine Virebayre et Ludivine d'Isidoro | bat   | Emilie Ballochi et Christine Saunier  |
| Sophie Aillerie et Sandrine Pichereau           | 13-1  | Anna Maillard et Nadège Baussian      |
| Annick Hess et Sylvia Py                        | 13-10 | Sandra Casanova et Vincente Hernandez |
| Aurélie Roarii et Nathalie Wong                 | bat   | Karine Massicot et Maryline Dauvergne |

| Equipe                                          | Score | Equipe                          |
| ----------------------------------------------- | ----- | ------------------------------- |
| Marie-Christine Virebayre et Ludivine d'Isidoro | 13-6  | Annick Hess et Sylvia Py        |
| Sophie Aillerie et Sandrine Pichereau           | 13-2  | Aurélie Roarii et Nathalie Wong |

| Equipe                                          | Score | Equipe                                |
| ----------------------------------------------- | ----- | ------------------------------------- |
| Marie-Christine Virebayre et Ludivine d'Isidoro | 13-6  | Sophie Aillerie et Sandrine Pichereau |

### Doublette sénior mixte[6]
| Equipe                              | Score | Equipe                                 |
| ----------------------------------- | ----- | -------------------------------------- |
| Angélique Colombet et Zvonko Radnic | 13-9  | Laetitia Bousquet et Stéphane Delforge |
| Solen Capitaine et Kévin Malbec     | 13-10 | Sylvie Pouteau et Anthony Boutard      |

| Equipe                              | Score | Equipe                          |
| ----------------------------------- | ----- | ------------------------------- |
| Angélique Colombet et Zvonko Radnic | 13-11 | Solen Capitaine et Kévin Malbec |

### Triplette junior[7]
| Equipe                                                   | Score | Equipe                                       |
| -------------------------------------------------------- | ----- | -------------------------------------------- |
| Vianney Moureaux Fontant, Gueven Rocher et Mathieu Roger | bat   | Doryan Alran, Yann Calmettes et Florent Joda |

### Triplette cadet[7]
| Equipe                                              | Score | Equipe                                         |
| --------------------------------------------------- | ----- | ---------------------------------------------- |
| Mendy Rocher, Baptiste Rousseau et Alexandre Vielle | bat   | Bradley Carre, Maxime Drouillet et Cyril Pinto |

### Triplette minime[7]
| Equipe                                              | Score | Equipe                                              |
| --------------------------------------------------- | ----- | --------------------------------------------------- |
| Alexandre Augier, Vincent Azevedo et François Gomez | bat   | Maxence Brosseau, Morgan Pajaud et Julien Renolleau |

### Triplette vétéran[8]
| Equipe                                                 | Score | Equipe                                         |
| ------------------------------------------------------ | ----- | ---------------------------------------------- |
| Christian Costa, Giorgio Magalini et François Marestin | bat   | Daniel Bonnet, Marcel Fargies et Michel Robert |

## Palmarès
| Catégorie                   | Vainqueur(s)                                             | Finaliste(s)                                        |
| --------------------------- | -------------------------------------------------------- | --------------------------------------------------- |
| Triplette sénior masculin   | Henri Lacroix, Philippe Quintais et Philippe Suchaud     | Laurent Benezeth, Geoffray Biau et David Debard     |
| Doublette sénior masculin   | André Gross et Kévin Malbec                              | Didier Cailloce et Charles Messina                  |
| Tête à tête sénior masculin | Cyril Georget                                            | Jérémy Darodes                                      |
| Triplette sénior féminin    | Nancy Cailotto, Fabienne Chapus et Muriel Scuderi        | Monique Brun, Nelly Douce et Fabienne Fassino       |
| Doublette sénior féminin    | Marie-Christine Virebayre et Ludivine d'Isidoro          | Sophie Aillerie et Sandrine Pichereau               |
| Doublette sénior mixte      | Angélique Colombet et Zvonko Radnic                      | Solen Capitaine et Kévin Malbec                     |
| Triplette junior            | Vianney Moureaux Fontant, Gueven Rocher et Mathieu Roger | Doryan Alran, Yann Calmettes et Florent Joda        |
| Triplette cadet             | Mendy Rocher, Baptiste Rousseau et Alexandre Vielle      | Bradley Carre, Maxime Drouillet et Cyril Pinto      |
| Triplette minime            | Alexandre Augier, Vincent Azevedo et François Gomez      | Maxence Brosseau, Morgan Pajaud et Julien Renolleau |
| Triplette vétéran           | Christian Costa, Giorgio Magalini et François Marestin   | Daniel Bonnet, Marcel Fargies et Michel Robert      |